# Jörg Hoffmann (pływak)
Jörg Hoffmann (ur. 29 stycznia 1970 w Schwedt nad Odrą) – niemiecki pływak specjalizujący się w długich dystansach, brązowy medalista olimpijski z Barcelony na dystansie 1500 m stylem dowolnym, dwukrotny mistrz świata z 1991 z Perth oraz czterokrotny mistrz Europy.
Podczas mistrzostw świata w 1991 r. pobił rekord świata na 1500 m stylem dowolnym, uzyskując czas 14:50.36 min. Jego rekord przetrwał do 5 kwietnia 1992 r., kiedy to lepszy wynik uzyskał Kieren Perkins.

## Rekordy świata
| Data             | Miejsce | Basen      | Konkurencja            | Rezultat     | Status                            |
| ---------------- | ------- | ---------- | ---------------------- | ------------ | --------------------------------- |
| 13 stycznia 1991 | Perth   | 50 metrowy | 1500 m stylem dowolnym | 14:50.36 min | do 5 kwietnia 1992 Kieren Perkins |